# Shotley Brook (Minnesota)
Shotley Brook es un territorio no organizado ubicado en el condado de Beltrami en el estado estadounidense de Minnesota. En el censo de 2010 tenía una población de 25 habitantes y una densidad poblacional de 0,27 personas por km².

## Geografía
Shotley Brook se encuentra ubicado en las coordenadas 48°3′45″N 94°29′18″O / 48.06250, -94.48833. Según la Oficina del Censo de los Estados Unidos, Shotley Brook tiene una superficie total de 92.56 km², de la cual 92.56 km² corresponden a tierra firme y (0%) 0 km² es agua.

## Demografía
Según el censo de 2010, había 25 personas residiendo en Shotley Brook. La densidad de población era de 0,27 hab./km². De los 25 habitantes, Shotley Brook estaba compuesto por el 100% blancos, el 0% eran afroamericanos, el 0% eran amerindios, el 0% eran asiáticos, el 0% eran isleños del Pacífico, el 0% eran de otras razas y el 0% pertenecían a dos o más razas. Del total de la población el 0% eran hispanos o latinos de cualquier raza.